# Нотенсдорф
Нотенсдорф (њем. Nottensdorf) општина је у њемачкој савезној држави Доња Саксонија. Једно је од 40 општинских средишта округа Штаде. Према процјени из 2010. у општини је живјело 1.404 становника. Посједује регионалну шифру (AGS) 3359034.

## Географски и демографски подаци
Нотенсдорф се налази у савезној држави Доња Саксонија у округу Штаде. Општина се налази на надморској висини од 22 метра. Површина општине износи 7,1 km². У самом мјесту је, према процјени из 2010. године, живјело 1.404 становника. Просјечна густина становништва износи 197 становника/km².